# Nuovo Teatro Verdi

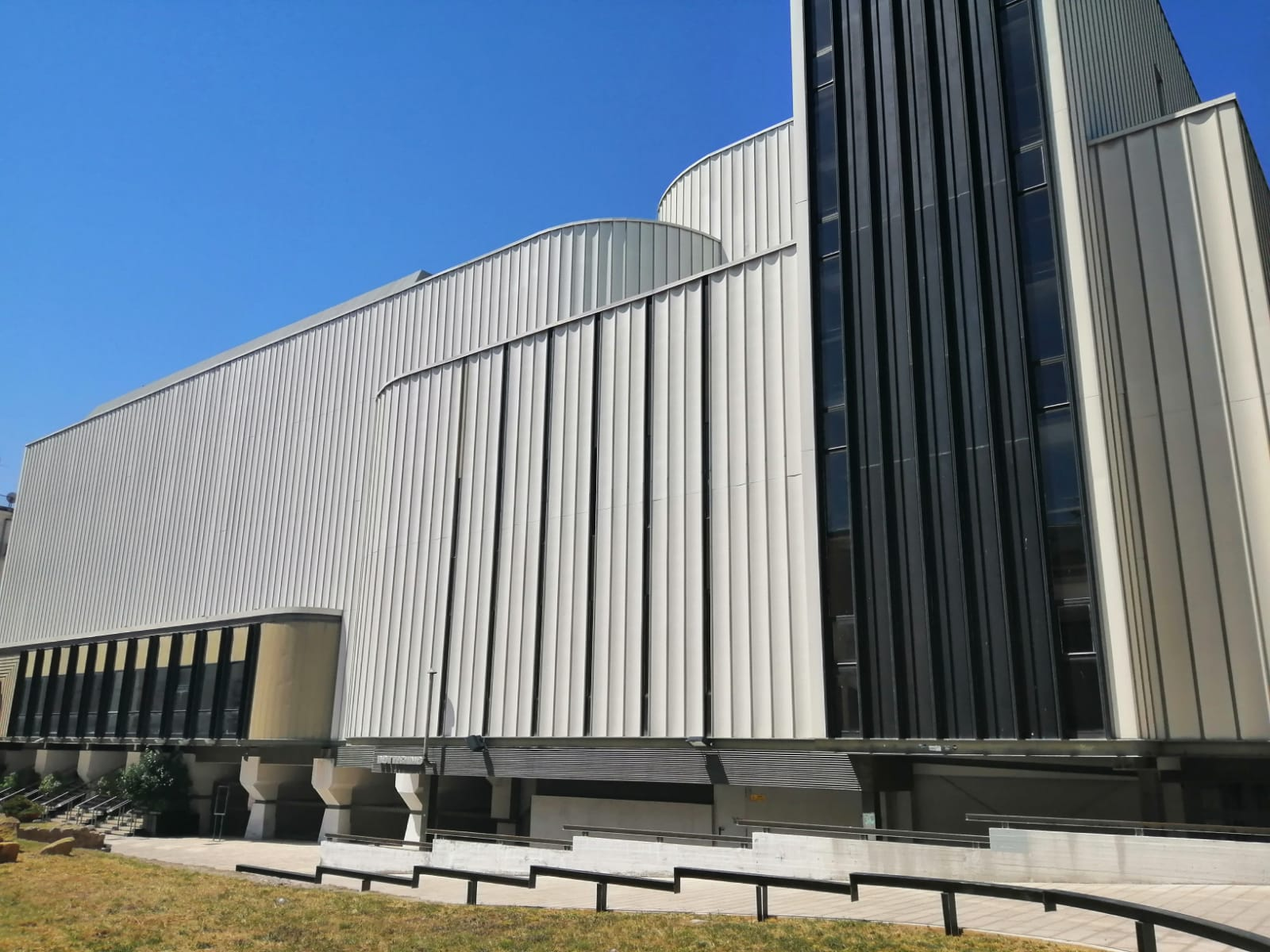
Nuovo Teatro Giuseppe Verdi in Brindisi, Italië

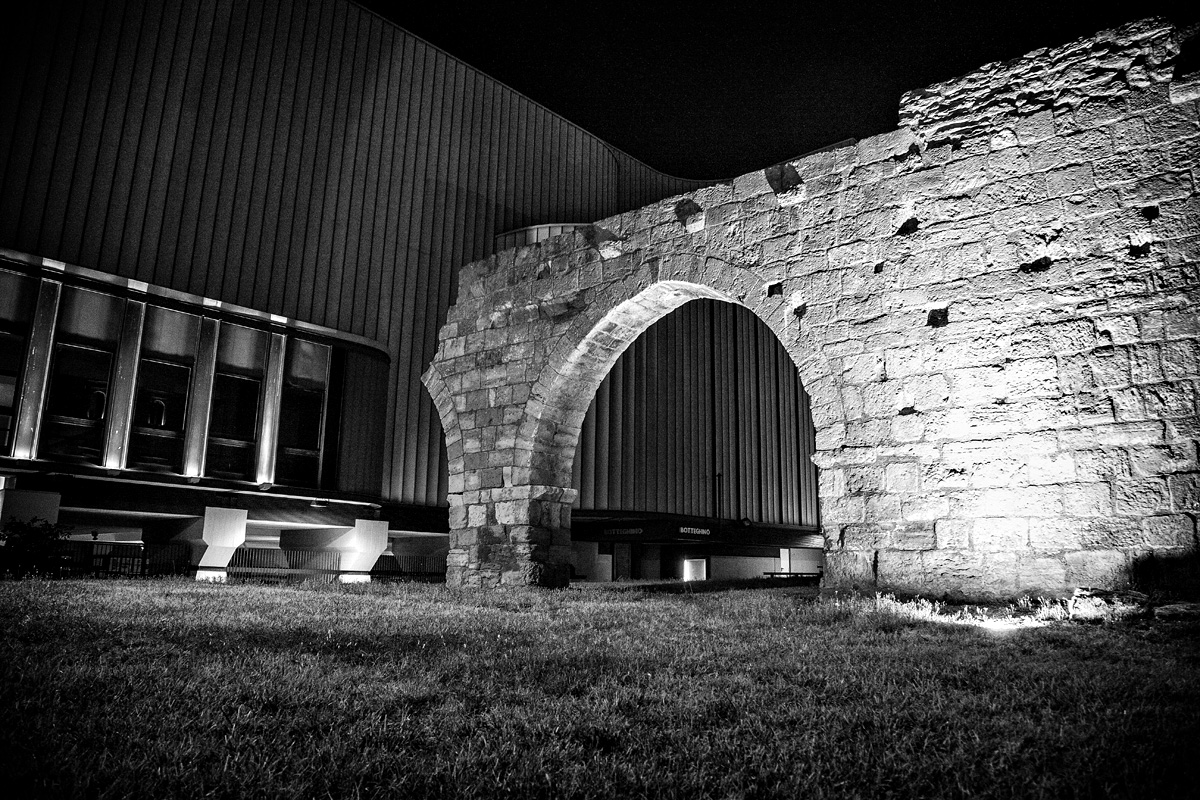
Deel van Romeinse ruïnes, de rest is zichtbaar onder het theater

Het Nuovo Teatro (Giuseppe) Verdi (2006)  bevindt zich in Brindisi, in de Italiaanse regio Apulië. De eigenaar, de stad Brindisi, laat de exploitatie over aan een stichting, de Fondazione Nuovo Teatro Verdi. Het theater staat aan de Via Santi, bovenop een archeologische site uit de tijd der Romeinen.
Het behoort tot de vier grote theaters in de Mezzogiorno naast het San Carlo in Napels, Teatro Petruzzelli in Bari en Teatro Massimo Bellini in Catania (Sicilië).

## Naam
- Giuseppe Verdi. Zoals nog meer theaters in Italiaanse steden draagt ook deze de naam van de componist Giuseppe Verdi, die bijgedragen heeft tot de eenmaking van Italië.
- Nuovo Teatro. Het Nuovo Teatro vervangt een afgebroken theater (1903-1961) aan de Piazza Cairoli. Deze droeg eveneens de naam van Giuseppe Verdi en wordt nu genoemd Vecchio Teatro Verdi of het Oude Verditheater, gebouwd in de 19e eeuw.[1]
- Teatro Sospeso of opgehangen theater. De buitengevel geeft de indruk van een opgehangen gebouw omdat de onderliggende Romeinse ruïnes getoond blijven.

## Historiek
Tijdens de Tweede Wereldoorlog werd het Oude Verditheater beschadigd door bombardementen. Na de oorlog werden er weliswaar restauraties uitgevoerd doch de stadsdiensten vonden het geheel niet meer veilig. In 1956 besliste de prefectuur van de provincie Brindisi dat het theater moest gesloopt worden en dat de stad een groter en moderner theatercomplex nodig had. Het oude theater werd nog enkele jaren als cinemazaal gebruikt en in 1960 gesloten. In 1961 werd het theater gesloopt zonder dat de stad een nieuw theater had, zelfs nog geen plannen op de tekentafel.
De plannen voor het Nuovo Teatro dateren van de jaren 1960. De keuze van inplanting viel op een groot plein waar Romeinse opgravingen hadden plaats gevonden. De site bevat een stuk van de hoofdstraat van het Romeinse Brindisi. De oudste delen dateren zelfs van de Griekse kolonisatie in de 5e eeuw v.Chr. Uit de Romeinse tijd is dan weer het badhuis uit de 3e-4e eeuw dat een privaat badhuis was. Het waren de bureaucratische procedures rond de Romeinse ruïnes die de bouw tegenhielden. De werken vingen aan in de jaren 1970 doch bleven tientallen jaren stil liggen.
In 2006 was het Nuovo Teatro klaar. De grote concertzaal bevat meer dan 730 zitplaatsen; het gebouw heeft daarnaast nog twee kleine concertzalen die een honderdtal plaatsen bevatten. Vanuit de foyer kunnen de concertgangers een blik werken op de Romeinse site. Er volgde een feestelijke inhuldiging in 2006. Riccardo Muti was de gastdirigent.